# 真田麻好美
真田 麻好美（さなだ ますみ、1977年8月1日 - ）は、日本の女優。神奈川県出身。特技は英語、ヨガ。趣味はジョギング、映画観賞、に出演予定だったが絵を描くこと、物語を書くこと。2001年より休業。2017年映画「心に吹く風」で復帰。エフ・エム・ジー所属。旧芸名は真田 麻垂美。

## 来歴・人物
映画『眠る男』で女優としてデビュー。2001年頃にアメリカへ留学。1998年のテレビドラマ「めぐり逢い」に出演予定だったが、撮影開始前に骨折をし降板(代役は大路恵美)。

## 出演作品

### テレビドラマ
- 連続テレビ小説 ひまわり（1996年、NHK総合） - 森村真紀 役
- いちばん大切なひと（1997年、TBS系） - 山本衿 役
- 土曜ドラマ（NHK）
  - 女たちの帝国（1997年） - 月山みずえ 役
- ボーイハント（1998年、フジテレビ系） - 楓京子 役
- 土曜ドラマ館 オルガンの家で（1999年、NHK総合）
- あなたの番です（2019年、日本テレビ） - 篠原 役
- すぐ死ぬんだから（2020年、NHK BSプレミアム） - ブティック店員 役
- 警視庁ゼロ係 SEASON5 第5話（2021年、テレビ東京） - 工藤恵美 役
- 孤独のグルメ Season9 第2話（2021年7月17日、テレビ東京） - 南・妻 役
- クロサギ 第9話・最終話（2022年、TBS系） - 宝条美枝子 役
- 罠の戦争 第5話（2023年、カンテレ・フジテレビ系系） - 有馬保奈美 役

### 映画
- 眠る男（1996年、SPACE、監督:小栗康平） -ヒロイン・蘭 役
- 月とキャベツ（1996年、シネセゾン、監督:篠原哲雄） - ヒロイン・ヒバナ 役
- しあわせになろうね（1998年、ケイエスエス、監督:村橋明郎） - 福島千賀子 役
- きみのためにできること（1999年、日活、監督:篠原哲雄） - ヒロイン・吉崎日奈子 役
- Blister ブリスター!（2000年、スローラーナー、監督:須賀大観） -ヒロイン・マミ 役
- 忘れられぬ人々（2001年、ビターズ・エンド / タキコーポレーション、監督:篠崎誠） - 百合子 役
- 心に吹く風（2017年、松竹ブロードキャスティング / アーク・フィルムズ、監督:ユン・ソンホ） - 春香 役[1]
- 君から目が離せない～Eyes On You～ (2019年、監督：篠原哲雄)
- サムライマラソン　（2019年、監督：バーナード・ローズ）
- 貞子（2019年、監督：中田秀夫）
- 影踏み　(2019年、監督：篠原哲雄） - 図書館にいた女 役

### CM
- ロッテ チョコレート『紗々』（1995年）
- 資生堂 シーズ洗顔ウォーター（1996年）
- 資生堂 ラステア ニュアンスヘア（1996年） 佐伯日菜子、川合千春と共演
- 東京ガス 乾太くん（1998年）
- NTT DOCOMO 四国
- 早稲田アカデミー（2020年）小宮山莉渚の母親役

## 書籍

### 写真集
- 月とキャベツ（1996年、ぶんか社）ISBN 978-4821110063

### 著書
- 天気あめノート（2000年、旺文社創作児童文学）作・真田麻垂美、絵・むろふしかえ、ISBN 978-4010695548